# Probaryconus spinosus
Probaryconus spinosus är en stekelart som först beskrevs av Jean-Jacques Kieffer 1908.  Probaryconus spinosus ingår i släktet Probaryconus och familjen Scelionidae. Inga underarter finns listade i Catalogue of Life.